# Saint-Florentin (Indre)
Saint-Florentin – miejscowość i gmina we Francji, w Regionie Centralnym, w departamencie Indre.
Według danych na rok 2010 gminę zamieszkiwały 503 osoby, a gęstość zaludnienia wynosiła 32 osoby/km².